# François Garnier
François Garnier (7. dubna 1944 Beaune – 15. srpna 2018 Beaune) byl francouzský římskokatolický duchovní, arcibiskup z Cambrai. Před jmenováním do Cambrai zastával úřad biskupa luçonského. Arcibiskup Garnier zemřel v roce 2018.

## Život
François Garnier se narodil v dubnu 1944 v burgundském městě Beaune. Na kněze byl vysvěcen v roce 1970. Svou službu začal v dijonské diecézi. V roce 1985 byl jmenován generálním vikářem diecéze.
Roku 1990 byl jmenován biskupem-koadjutorem k luçonskému biskupovi Mons. Patymu. V roce 1991, po úmrtí biskupa Patyho se stal automaticky biskupem luçonským. Papež Jan Pavel II. jej v roce 2000 jmenoval novým arcibiskupem-metropolitou z Cambrai. Když papež Benedikt XVI. v roce 2008 reorganizoval církevní správu v cambraiské církevní provincii, bylo lillské biskupství povýšeno na hlavu nové církevní provincie namísto Cambrai, kterému však zůstal titul arcidiecéze, ale tzv. sufragánní. Mons. Garnier obdržel právo na doživotní používání pallia, odznaku metropolitních arcibiskupů, ad personam.
Mons. Garnier se zasazoval o rozvoj farností, a novou evangelizaci. Luçonskou katedrálu nechal vybavit novým mobiliářem, zakládal ve velkém množství nové farnosti a snažil se o dostupnost faráře ve svých diecézích. Zemřel na leukémii v roce 2018.